# Džems Raudziņš
Džems Raudziņš, (nacido el 1 de diciembre de 1910 en Harbin, China y fallecido el 13 de diciembre de 1979 en Perth, Australia) fue un jugador de baloncesto letón. Consiguió la medalla de oro con Letonia en el Eurobasket de Suiza 1935.